# Campiglia Cervo
Pour les articles homonymes, voir Campiglia et Cervo.
Campiglia Cervo est une commune italienne de la province de Biella dans la région Piémont en Italie qui comprend Campiglia Cervo, Quittengo, San Paolo Cervo.

## Administration
| Période                                  | Période | Identité | Étiquette | Qualité |
| ---------------------------------------- | ------- | -------- | --------- | ------- |
|                                          |         |          |           |         |
| Les données manquantes sont à compléter. |         |          |           |         |

### Hameaux
Forgnengo

### Communes limitrophes
Andorno Micca, Mosso, Piedicavallo, Rosazza, Valle Mosso